# René Joseph Morand
René Joseph Pierre François Morand est un homme politique français né le 22 juin 1755 à Paimpol (Côtes-du-Nord) et mort le 9 mai 1822 au même lieu.

## Biographie
Juge de paix, il est député des Côtes-du-Nord de 1791 à 1792.

## Sources
- « René Joseph Morand », dans Adolphe Robert et Gaston Cougny, Dictionnaire des parlementaires français, Edgar Bourloton, 1889-1891 [détail de l’édition]

## liens externes
- Ressource relative à la vie publique :   - Base Sycomore